# ブレンナーベーストンネル
ブレンナーベーストンネル（英：Brenner Base Tunnel, 伊：Galleria di base del Brennero, 独：Brenner Basistunnel）は、オーストリアとイタリア間にあるブレンナー峠の地下に建設中の56 kmの鉄道用トンネル。ブレンナー峠の激しい交通渋滞を解消し環境を改善することを目的に計画された。
ブレンナー峠は、南北ヨーロッパ間の最も重要な交通拠点のうちの1つである。この峠を越える既存の線路は標高1,371 mの高所を通過しており、急勾配のため通過列車は70 km/hを下回る速度でしか運行できない。新しいトンネルの建設によって、アルプス山脈横断の列車の速達化を実現し、オーストリアとイタリア間にまたがるチロル地方や両国間の鉄道交通が大きく改善することが期待されている。計画ではイタリアの高速新線網TAVに接続するため、トンネル内の最高速度は250 km/hで設計されている。このトンネルの完成により、インスブルックとボルツァーノ間の所要時間は現行の2時間から50分へと大幅に短縮される見込みである。
2006年に、排水などにも使われる誘導坑が着工された。誘導坑の建設には、2006年から2009年の間に4億3000万ユーロかかると推定されており、50%は欧州連合の出資である。
オーストリア、イタリア両政府の出資と欧州連合の一部出資で計画はまかなわれる。しかし、ゴッタルドベーストンネルに次いで世界で2番目に長いトンネルになる予定という巨大な計画のために、これまでの資金は見積り額に対して十分ではない。当初は2015年に完成が予定されていたが、2021年に「開業時期は早くとも2032年になる」と発表された。